# .sx
.sx — национальный домен верхнего уровня для Синт-Мартен (Нидерландские Антильские острова). Утверждён 15 декабря 2010 года. Это решение последовало сразу после роспуска автономии Нидерландские Антильские острова и присвоения 10 октября 2010 года Синт-Мартену нового статуса самоуправляемого государства в составе Королевства Нидерландов.
Схожесть домена .SX со словом «sex» сделала маленькое островное государство заметным информационным явлением в интернет-сообществе.